# Rajon Schytomyr
Der Rajon Schytomyr (ukrainisch Житомирський район/Schytomyrskyj rajon; russisch Житомирский район/Schitomirski rajon) ist ein ukrainischer Rajon mit etwa 600.000 Einwohnern. Er liegt in der Oblast Schytomyr und hat eine Fläche von 10522 km², der Verwaltungssitz befindet sich in der namensgebenden Stadt Schytomyr.

## Geographie
Der Rajon liegt im mittleren Süden der Oblast Schytomyr und grenzt im Norden an den Rajon Korosten, im Nordosten an den Rajon Butscha (in der Oblast Kiew gelegen), im Osten an den Rajon Fastiw (Oblast Kiew), im Südosten an den Rajon Bila Zerkwa (Oblast Kiew), im Süden an den Rajon Berdytschiw, im Südwesten an den Rajon Chmilnyk (in der Oblast Winnyzja gelegen) und den Rajon Chmelnyzkyj (in der Oblast Chmelnyzkyj gelegen), im Westen an den Rajon Schepetiwka (Oblast Chmelnyzkyj) sowie im Nordwesten an den Rajon Swjahel.

## Geschichte
Der Rajon wurde am 14. Mai 1939 durch Umbenennung des seit 1923 bestehenden Rajons Trojaniw geschaffen. Am 17. Juli 2020 kam es im Zuge einer großen Rajonsreform zur Auflösung des alten Rajons und einer Neugründung unter Vergrößerung des Rajonsgebietes um die Rajone Brussyliw, Choroschiw, Korostyschiw, Ljubar, Popilnja, Pulyny, Radomyschl, Romaniw, Tschernjachiw und Tschudniw (nördlicher Teil), Teile des Rajons Andruschiwka sowie der bis dahin unter Oblastverwaltung stehenden Stadt Schytomyr.

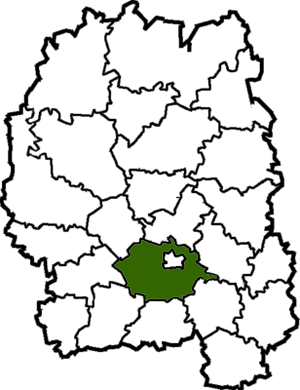
Rajon Schytomyr bis Juli 2020
Rajonsgebiet ab Juli 2020

## Administrative Gliederung
Auf kommunaler Ebene ist der Rajon in 31 Hromadas (4 Stadtgemeinden, 12 Siedlungsgemeinden und 15 Landgemeinden) unterteilt, denen jeweils einzelne Ortschaften untergeordnet sind.
Zum Verwaltungsgebiet gehören:
- 4 Städte
- 19 Siedlung städtischen Typs
- 654 Dörfer
- 7 Ansiedlungen

Die Hromadas sind im Einzelnen:
- Stadtgemeinde Schytomyr
- Stadtgemeinde Korostyschiw
- Stadtgemeinde Radomyschl
- Stadtgemeinde Tschudniw
- Siedlungsgemeinde Brussyliw
- Siedlungsgemeinde Choroschiw
- Siedlungsgemeinde Horodok
- Siedlungsgemeinde Kornyn
- Siedlungsgemeinde Ljubar
- Siedlungsgemeinde Myropil
- Siedlungsgemeinde Nowa Borowa
- Siedlungsgemeinde Nowohujwynske
- Siedlungsgemeinde Popilnja
- Siedlungsgemeinde Pulyny
- Siedlungsgemeinde Romaniw
- Siedlungsgemeinde Tschernjachiw
- Landgemeinde Andruschky
- Landgemeinde Beresiwka
- Landgemeinde Charytoniwka
- Landgemeinde Hlybotschyzja
- Landgemeinde Kwitnewe
- Landgemeinde Kurne
- Landgemeinde Olijiwka
- Landgemeinde Potijiwka
- Landgemeinde Stanyschiwka
- Landgemeinde Starosilzi
- Landgemeinde Teteriwka
- Landgemeinde Wilschanka
- Landgemeinde Wolyzja
- Landgemeinde Wyschewytschi
- Landgemeinde Wyssoke